# Stranac
Stranac je svaka osoba, koja se nalazi na teritoriju neke države, čije državljanstvo ne posjeduje. Većina današnjih država ima poseban zakon za strance, kojim regulira prava stranca na svom teritoriju.